# اداره راه‌آهن تایوان
اداره راه آهن تایوان، (به انگلیسی: Taiwan Railways Administration) یک گرداننده راه‌آهن در کشور تایوان و نماینده‌ای از وزارت ترابری و ارتباطات است، که مسئولیت مدیریت، نگهداری و اجرای خدمات متداول راه‌آهن مسافری و باری را در ۱۰۹۷ کیلومتر مسیر در تایوان بر عهده دارد.
از آنجا که تایوان به شدت با تراکم جمعیت بسیار شهرنشینی شده‌است، از پایان سده نوزدهم راه‌آهن سهم مهمی در ترابری داخلی داشته‌است. تردد مسافر در سال ۲۰۱۸ ۲۳۱٬۲۶۷٬۹۵۵ بوده‌است.
دفتر مرکزی آژانس در منطقه ژونگ‌ژنگ تایپه است.